# 木戸新太郎
木戸 新太郎（きど しんたろう、本名：木村 新吉、1916年5月17日 - 1975年8月19日）は、日本のタップダンサー、喜劇人、映画俳優である。映画に関しては、ほとんどが愛称のキドシン名義で出演している。

## 来歴・人物
1916年（大正5年）5月17日、北海道庁函館区豊川町（現在の函館市豊川町）に、海産商「木村商店」を営む木村喜助・ゑつ夫妻の長男として生まれ、裕福でハイカラな家庭に育つ。名門宝尋常高等小学校を卒業、北海道庁立函館商業学校へ入学したが、1932年（昭和7年）、父が急逝、学校を中退して家業を手伝う。そのころ、映画を観てフレッド・アステアに憧れ、タップダンスに興味を持つ。
1937年（昭和12年）22歳のときに上京、中川三郎に師事。当時中川は吉本興業（東京吉本）の専属であったことから、木戸は翌1938年、同社傘下で「暁楽劇団」（木戸新太郎劇団）、ついで「キドシン一座」を結成、軽演劇を始めた。たちまち清水金一や森川信らとならぶ人気を勝ち取る。戦時下の1941年（昭和16年）には念願の北海道巡業を行い、函館でも凱旋することができた。
戦後1948年（昭和23年）、一座を解散して新東宝に入社、斎藤寅次郎監督の『誰がために金はある』でデビュー、同年1月13日に公開されたあとは、斎藤作品に立て続けに出演した。新東宝を中心に、東映の前身のひとつ太泉映画や松竹京都撮影所作品にも出演している。1956年（昭和31年）には日活に移籍、脇役として石原裕次郎作品などにも出演した。また戦前吉本興業に所属していたこともあって、この時期大阪の吉本新喜劇にも客演として招かれている。
1975年（昭和50年）8月19日、脳出血のため東京の病院で死去した。享年59。浅草寺境内の「喜劇人の碑」にその名を残す。

## フィルモグラフィ
新東宝
- 誰がために金はある　1948年　監督斎藤寅次郎　※配給東宝
- 唄まつり百万両　1948年　監督斎藤寅次郎　※配給東宝
- 嫁入聟取花合戦　1949年　監督斎藤寅次郎　※新東宝・吉本プロダクション提携作品、配給東宝

新東宝（特に断らないものはキドシン名義）
- 新東京音頭 びっくり五人男　1949年　監督斎藤寅次郎　※新東宝・吉本プロダクション提携作品、配給東宝
- 男の涙　1949年　監督斎藤寅次郎　※配給東宝
- あきれた娘たち　1949年　監督斎藤寅次郎　※配給東宝
- おどろき一家　1949年　監督斎藤寅次郎　※太泉映画、配給東京映画配給
- なやまし五人男　1950年　監督小杉勇　※大泉映画、配給東京映画配給
- 淑女と風船　1950年　監督日高繁明　※宝映プロダクション、配給東宝（「木戸新太郎」名義）
- 憧れのハワイ航路　1950年　監督斎藤寅次郎
- 戦後派親父　1950年　監督斎藤寅次郎
- バナナ娘　1950年　監督志村敏夫　※新東宝・青柳プロダクション提携作品
- アマカラ珍道中　1950年　監督中川信夫　※新東宝・青柳プロダクション提携作品
- 東京河童まつり　1951年　監督斎藤寅次郎（「木戸新太郎」名義）
- 女次郎長ワクワク道中　1951年　監督加戸敏　※大映京都撮影所
- 大当りパチンコ娘　1952年　監督斎藤寅次郎
- 夢よいづこ　1952年　監督小田基義　※新映プロダクション、配給東宝　（「木戸新太郎」名義）
- クイズ狂時代　1952年　監督佐藤武　※東映東京撮影所
- 昔話ホルモン物語　1952年　主演　監督内村祿哉　※宝塚映画、配給東宝（「木戸新太郎」名義）
- 娘十九はまだ純情よ　1952年　監督毛利正樹（「木戸新太郎」名義）
- 底抜け青春音頭　1952年　監督斎藤寅次郎（「木戸新太郎」名義）
- 珍説忠臣蔵　1953年　監督斎藤寅次郎（「木戸新太郎」名義）
- ひばり捕物帳 唄祭り八百八町　1953年　監督斎藤寅次郎　※松竹京都撮影所
- 初笑い寛永御前試合　1953年　監督斎藤寅次郎
- 落語長屋のお化け騒動　1954年　監督青柳信雄　※東宝（「木戸新太郎」名義）
- 鶴亀先生　1954年　監督青柳信雄（「木戸新太郎」名義）
- 娘ごゝろは恥づかしうれし　1954年　監督小森白　※今村プロダクション
- 仇討珍剣法　1954年　監督斎藤寅次郎　※宝塚映画、配給東宝（「木戸新太郎」名義）
- 東映家庭劇シリーズ 花ごよみ八笑人　1955年　監督斎藤寅次郎　※東映東京撮影所

日活（特に断らないものはキドシン名義）
- ドラムと恋と夢（1956年、日活）
- 海の純情　1956年　監督鈴木清太郎（「木戸新太郎」名義）
- お転婆三人姉妹 踊る太陽　1957年　監督井上梅次（「木戸新太郎」名義）
- 旗本退屈男 謎の紅蓮搭年　1957年　監督松田定次　※東映京都撮影所
- ジャズ娘誕生　1957年　監督春原政久
- 鷲と鷹　1957年　監督井上梅次
- 嵐を呼ぶ男　1957年　監督井上梅次　※カラー、日活スコープ
- 素晴しき男性　1958年　監督井上梅次　※カラー、日活スコープ
- 星は何でも知っている　1958年　監督吉村廉　※白黒、日活スコープ
- 忘れ得ぬ人　1958年　監督吉村廉　※白黒、日活スコープ
- 続忘れ得ぬ人　1958年　監督吉村廉　※白黒、日活スコープ

## 関連事項
- 浅草公園六区
- 軽演劇
- 中川三郎

## 参考書籍
- 『日本映画俳優全集・男優編』、キネマ旬報増刊10月23日号、キネマ旬報社、1979年
- 「はこだて人物誌『木戸新太郎』」『ステップアップ』、函館市文化・スポーツ振興財団、1998年3月、2015年8月29日閲覧。